# Abraxas Pool
| Recensione | Giudizio |
| ---------- | -------- |
| AllMusic   |          |

Abraxas Pool è un album del 1997 edito dagli ex membri della Santana Blues Band: Michael Shrieve, Neal Schon, Gregg Rolie, José Chepito Areas, Alphonso Johnson e Mike Carabello.

## Tracce

### CD
1. Boom Ba Ya Ya – 6:44 (Michael Shrieve, Gregg Rolie, Neal Schon, Michael Carabello)
2. A Million Miles Away – 3:49 (Michael Shrieve, Gregg Rolie, Neal Schon)
3. Baila Mi Cha-Cha – 5:07 (Jose "Chepito" Areas)
4. Waiting for You – 5:08 (Gregg Rolie, Michael Shrieve)
5. Going Home – 3:25 (Gregg Rolie)
6. Szabo (Strumentale) – 7:54 (musica: Neal Schon, Michael Shrieve)
7. Guajirona – 3:05 (Jose "Chepito" Areas)
8. Cruzin' (Strumentale) – 3:52 (musica: Gregg Rolie)
9. Don't Give Up – 7:12 (Gregg Rolie, Neal Schon, Michael Shrieve)
10. Ya Llego – 2:48 (Jose "Chepito" Areas, Michael Carabello, Adrian Areas)
11. Jingo – 7:09 (Michael Olatunji)

## Formazione
- Gregg Rolie – voce, tastiere
- Michael Shrieve – batteria
- Michael Carabello – congas
- José Chepito Areas – timbales
- Neal Schon – chitarra
- Alphonso Johnson – basso

Musicisti aggiunti
- Carlos E. Franco, Necia Dallas e Davona Bundy – cori (brano: Ya Llego)
- Wole Alade e Ronald Marshall – batteria aggiunte (brano: Jingo)

Note aggiuntive
- Abraxas Pool – produzione
- Registrazioni effettuate al Gush Studios di Oakland, California
- Scott Boorey e Michael Rosen – ingegneri delle registrazioni
- Robert Alan Craft – assistente ingegneri delle registrazioni
- Mixato da Tom Size al Tomland
- Editing di Robb Davidson (Cinevox, Seattle, Washington)
- Mastering di Mark Guenther (Seattle Disc Mastering)
- Scott Boorey – management (San Francisco)
- Jim Welch – Illustrazione e design copertina CD
- Rindell Ivers e Brett Enzensperger – equipaggiamento [2]